# Tarmstedt
Tarmstedt – miejscowość i gmina w Niemczech, w kraju związkowym Dolna Saksonia, w powiecie Rotenburg (Wümme), siedziba gminy zbiorowej Tarmstedt.